# Lê Trần Kim Uyên
Lê Trần Kim Uyên (sinh năm 2001 ) là một vận động viên Taekwondo Việt Nam. Cô là thành viên đội tuyển Taekwondo Hồ Chí Minh.

## Tiểu sử
Lê Trần Kim Uyên sinh năm 2001 tại huyện Tân Châu, An Giang trong một gia đình có 4 thành viên bao gồm Kim Uyên cùng với ba mẹ và người chị lớn hơn mình 10 tuổi. học Taekwondo từ năm 9 tuổi.

## Sự Nghiệp
Giành huy chương bạc giải Taekwondo trẻ Thế giới tại Mexico 2014. Chỉ sau đó 1 năm, tấm huy chương vàng Giải Vô địch quyền Taekwondo thế giới 2016 tại Peru. Giành huy chương vàng quyền cá nhân tiêu chuẩn toàn quốc, huy chương bạc và huy chương đồng giải trẻ châu Á lần 2 – 2019.
Giành huy chương đồng ở nội dung quyền cá nhân tiêu chuẩn tại SEA Games 30.

## Thành tích nổi bật

### Thể thao
| Năm  | Giải đấu                              | Nơi diễn ra | Thành tích      | Nguồn |
| ---- | ------------------------------------- | ----------- | --------------- | ----- |
| 2014 | Giải Taekwondo trẻ Thế giới           | Mexico      | Huy chương bạc  | [ 2 ] |
| 2016 | Giải Vô địch quyền Taekwondo thế giới | Peru        | Huy chương vàng | [ 2 ] |
| 2019 | Giải trẻ châu Á                       |             | Huy chương bạc  | [ 2 ] |
| 2019 | Giải trẻ châu Á                       |             | Huy chương đồng | [ 2 ] |
| 2019 | SEA Games 30                          |             | Huy chương đồng | [ 1 ] |